# Muzeum São Sebastião
Muzeum São Sebastião – muzeum w São Tomé na Wyspach Świętego Tomasza i Książęcej. 
Placówka ta jest zlokalizowana w starym szesnastowiecznym forcie na terenach portowych miasta. Głównymi eksponatami są artefakty pozostałe z czasów kolonialnych oraz zbiory sztuki religijnej. W skrzyni pod portretem jednego z potentatów upraw kakaowca znajdują się szczątki tej osoby.